# Ungaliophis continentalis
Espèce
Synonymes
- Peropodum guatemalensis Bocourt, 1882

Statut CITES
Ungaliophis continentalis est une espèce de serpents de la famille des Boidae.

## Répartition
Cette espèce se rencontre au Nicaragua, au Honduras, au Guatemala et au Chiapas au Mexique.

## Description
Ce serpent mesure jusqu'à 850 mm.

## Publication originale
- Müller, 1880 : Erster Nachtrag zum Katalog der herpetologischen Sammlung des Basler Museums. Verhandlungen der Naturforschenden Gesellschaft in Basel, vol. 7, p. 120-165 (texte intégral)